# SG–2
Az SG–2 Kék madár (SG – Samu, Gönczy) magyar sport- és iskolarepülőgép, melyet a Csepel Autógyár épített 1949–1950-ben. Csak egy példány készült belőle, a sorozatgyártására nem került sor.

## Története
A gépet Samu Béla és Gönczy Pál tervezte 1948-ban a Dunai Repülőgépgyárban az Országos Magyar Repülő Egyesület (OMRE) pályázatára, a Honvédség iskolagép iránti igényeinek kielégítésére. A gép prototípusának építését 1949-ben kezdték el a Dunai Repülőgépgyárban, de azt már a repülőgépgyár alapjain létrehozott Csepel Autógyárban fejezték be. A géppel az első felszállást 1950. január 3-án hajtották végre a tököli repülőtérről. A gépet a Magyar Néphadsereg alapfokú kiképző repülőgépének szánták, a Néphadsereg a gépnek a Rigó nevet adta.
Politikai döntés alapján a légierő korszerűsítését azonban szovjet repülő technikára kívánták alapozni, így a magyar fejlesztésű iskolagépre a Néphadsereg végül nem tartott igényt, emiatt a sorozatgyártása elmaradt. Az egyetlen megépített prototípus később a Közlekedési Múzeum tulajdonába került, napjainkban a múzeum Repüléstörténeti és Űrhajózási Kiállításának része.

## Műszaki adatok

### Geometriai méretek és tömegadatok
- Fesztáv: 9,5 m
- Hossz: 7,8 m
- Magasság: 2,1 m
- Felszálló tömeg: 680 kg

### Motor
- Száma: 1 db
- Típusa: Walter Minor 4–III léghűtéses, négyhengeres soros benzinmotor
- Legnagyobb teljesítmény: 77 kW

### Repülési jellemzők
- Legnagyobb sebesség: 220 km/h